# Carolina del Príncipe
Carolina del Príncipe – miasto w Kolumbii, w departamencie Antioquia.